# El Arish
El Arish (en árabe: العريش) es la ciudad más poblada y la capital de la gobernación egipcia del Sinaí del Norte. Se ubica en la costa mediterránea de la península del Sinaí, 344 kilómetros al nordeste de El Cairo. La ciudad se sitúa junto al uadi epónimo, que recibe las aguas del norte y centro del Sinaí. Su población es de 164.830 habitantes (2012).

## Historia
La ciudad creció en torno a un asentamiento beduino cercano al antiguo puesto avanzado de Rinocolura, durante la dinastía Ptolemaica. Localizado a medio camino entre Israel y Egipto, El Arish tiene gran interés arqueológico pero, asombrosamente, no se ha realizado ningún proyecto arqueológico importante en él o en su vecindad. En la Edad Media, los peregrinos mal interpretaron el sitio como el Sukkot de la Biblia. Arish significa “chozas de palma” que corresponden en árabe al Sukkot hebreo.
En el Imperio otomano fueron construidas nuevas fortalezas en el lugar, en 1560. Durante las Guerras Napoleónicas, los franceses sitiaron la fortaleza que cayó después de once días, el 19 de febrero de 1799. La fortaleza fue destruida por los bombarderos británicos durante la Primera Guerra Mundial en diciembre de 1916.
El Arish estuvo un tiempo bajo administración israelí en 1956 y otra vez desde 1967 hasta 1979, cuando se firmó el tratado de paz israelo-egipcio. Después de volver a soberanía egipcia se ha convertido en un centro para el comercio y de tránsito entre los dos países. Es un destino turístico cada vez más popular.

## Clima
| Parámetros climáticos promedio de Arish | Parámetros climáticos promedio de Arish | Parámetros climáticos promedio de Arish | Parámetros climáticos promedio de Arish | Parámetros climáticos promedio de Arish | Parámetros climáticos promedio de Arish | Parámetros climáticos promedio de Arish | Parámetros climáticos promedio de Arish | Parámetros climáticos promedio de Arish | Parámetros climáticos promedio de Arish | Parámetros climáticos promedio de Arish | Parámetros climáticos promedio de Arish | Parámetros climáticos promedio de Arish | Parámetros climáticos promedio de Arish |
| Mes                                     | Ene.                                    | Feb.                                    | Mar.                                    | Abr.                                    | May.                                    | Jun.                                    | Jul.                                    | Ago.                                    | Sep.                                    | Oct.                                    | Nov.                                    | Dic.                                    | Anual                                   |
| --------------------------------------- | --------------------------------------- | --------------------------------------- | --------------------------------------- | --------------------------------------- | --------------------------------------- | --------------------------------------- | --------------------------------------- | --------------------------------------- | --------------------------------------- | --------------------------------------- | --------------------------------------- | --------------------------------------- | --------------------------------------- |
| Temp. máx. abs. (°C)                    | 30.5                                    | 31.7                                    | 38.1                                    | 41.0                                    | 44.2                                    | 45.0                                    | 38.8                                    | 36.4                                    | 39.2                                    | 38.4                                    | 36.0                                    | 32.6                                    | 45.0                                    |
| Temp. máx. media (°C)                   | 18.8                                    | 19.3                                    | 21.3                                    | 25.4                                    | 27.6                                    | 30.4                                    | 31.6                                    | 29.3                                    | 30.2                                    | 28.2                                    | 24.8                                    | 20.5                                    | 25.6                                    |
| Temp. media (°C)                        | 12.6                                    | 13.1                                    | 15.0                                    | 18.4                                    | 21.0                                    | 24.3                                    | 26.0                                    | 26.2                                    | 24.4                                    | 21.8                                    | 17.7                                    | 13.9                                    | 19.5                                    |
| Temp. mín. media (°C)                   | 7.6                                     | 7.9                                     | 9.3                                     | 12.1                                    | 14.5                                    | 17.8                                    | 20.2                                    | 19.1                                    | 19.3                                    | 16.3                                    | 12.0                                    | 8.9                                     | 13.7                                    |
| Temp. mín. abs. (°C)                    | 1.6                                     | 0.9                                     | 2.0                                     | 5.6                                     | 8.2                                     | 10.9                                    | 16.3                                    | 19.5                                    | 15.1                                    | 11.0                                    | 1.7                                     | 3.0                                     | 0.9                                     |
| Precipitación total (mm)                | 28                                      | 16                                      | 13                                      | 11                                      | 1                                       | 0                                       | 0                                       | 0                                       | 0                                       | 6                                       | 9                                       | 22                                      | 106                                     |
| Días de precipitaciones (≥ 1.0 mm)      | 1.7                                     | 1.2                                     | 1.0                                     | 0.3                                     | 0.1                                     | 0.0                                     | 0.0                                     | 0.0                                     | 0.0                                     | 0.3                                     | 0.5                                     | 1.0                                     | 6.1                                     |
| Humedad relativa (%)                    | 71                                      | 70                                      | 71                                      | 67                                      | 68                                      | 68                                      | 70                                      | 71                                      | 73                                      | 72                                      | 70                                      | 72                                      | 70                                      |
| Fuente n.º 1: NOAA                      |                                         |                                         |                                         |                                         |                                         |                                         |                                         |                                         |                                         |                                         |                                         |                                         |                                         |
| Fuente n.º 2: Climate Charts            |                                         |                                         |                                         |                                         |                                         |                                         |                                         |                                         |                                         |                                         |                                         |                                         |                                         |

## Transporte
La ciudad dispone del aeropuerto internacional del El Arish. Se espera que la construcción del tren de alta velocidad de la costa norte en Egipto (Sinaí del norte) sea acabado antes de 2008, comunicando Qantara, que está en el canal de Suez (al oeste), con la frontera de la franja de Gaza, pasando por El Arish. 
La línea ferroviaria de El Cairo está también en reconstrucción y alcanzó recientemente la “zona de Ser y Qawarir”, al oeste de El Arish. Esta ruta era antes parte del ferrocarril de Palestina, construido durante la Primera Guerra Mundial para comunicar Egipto con Turquía. El ferrocarril fue cortado durante la época de la formación de  Israel. 
Los planificadores del gobierno egipcio consideran a Sinaí del Norte como un futuro destino para redistribuir a la densa población del delta, y se espera que con el transporte y los proyectos de irrigación, tres millones de egipcios se asienten en Sinaí del Norte.

## Turismo
El Arish se distingue por sus playas de agua azul clara, los extensos palmerales de su costa, y su arena blanca suave. Tiene un puerto de yates, y muchos hoteles de lujo.